# تاریخ یهودیان در پورتوریکو
مهاجرت یهودیان به پورتوریکو در سده ۱۵ با ورود آنوسی (مختلف به نام conversos، رمزنگاری، یهودیان، راز یهودی یا مارانوها) که همراه با کریستف کلمب در سفر دوم خود آمدند آغاز شد. یک جامعه باز یهودی در مستعمره شکوفا نشد زیرا یهودیت توسط تفتیش عقاید اسپانیا ممنوع بود. با این حال، بسیاری به مناطق کوهستانی جزیره، به دور از قدرت مرکزی سان خوآن، مهاجرت کردند و همچنان خود را به عنوان یهودی معرفی کردند و به یهودیت مخفی خود عمل کردند.
صدها سال می‌گذرد که یک جامعه یهودی باز در این جزیره تأسیس می‌شود. تعداد کمی از یهودیان آمریکایی پس از واگذاری آن توسط اسپانیا به ایالات متحده تحت شرایط پیمان ۱۸۹۸ پاریس، که به جنگ اسپانیا و آمریکا پایان داد، در پورتوریکو مستقر شدند.
اولین گروه بزرگ یهودیانی که در پورتوریکو مستقر شدند، پناهندگانی بودند که در دهه‌های ۱۹۳۰ و ۱۹۴۰ از اروپا تحت اشغال آلمان نازی فرار می‌کردند. هجوم دوم در دهه ۱۹۵۰ رخ داد، زمانی که هزاران یهودی کوبایی (بیشتر نژاد اروپای شرقی) پس از روی کار آمدن فیدل کاسترو فرار کردند. اکثریت به میامی، فلوریدا مهاجرت کردند، اما بخش قابل توجهی به دلیل شباهت‌های فرهنگی، زبانی، نژادی و تاریخی پورتوریکو با کوبا، ایجاد و ادغام در جزیره همسایه را انتخاب کردند.